# Heinrich Andergassen

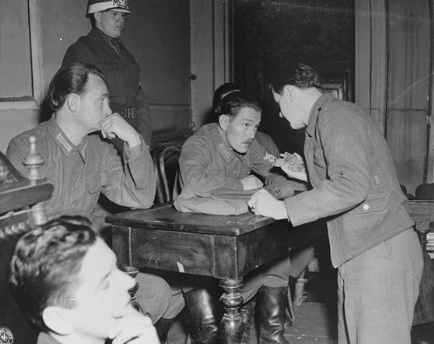
Heinrich Andergassen bei seinem Prozess am 15. Januar 1946 in Neapel

Heinrich oder Heinz Andergassen (* 30. Juli 1908 in Hall in Tirol; † 26. Juli 1946 in Livorno) war ein SS-Offizier, der für die Folterung und Ermordung von sieben alliierten Kriegsgefangenen als Kriegsverbrecher verurteilt und hingerichtet wurde. Andergassen war SS-Sturmscharführer und später SS-Untersturmführer der Gruppe Oberitalien-West.

## Herkunft
Seine Eltern waren der Haller Polizist August Andergassen und Maria. Ein Großvater war der ursprünglich aus Kaltern an der Weinstraße stammende Franz Alexander Andergassen.

## Laufbahn
Andergassen erlernte das Maschinenschlosserhandwerk bei einem großen Unternehmen in Wattens. 1929 trat er freiwillig ins österreichische Bundesheer ein und wurde in der Kraft- und Radfahrzeuganstalt im Wiener Arsenal zum Zugsführer ausgebildet. Aus dem Bundesheer wurde er nach einer Ausbildung an der Gendarmerieschule in die österreichische Bundesgendarmerie übernommen. 1937 wurde er zum österreichischen Gendarmeriebeamten ernannt. Andergassen war in Schwaz und später in Innsbruck zum Dienst eingeteilt. Nach dem Anschluss wurde er bei der Gestapo aktiv. Bei der Besetzung des Sudetenlandes war er als Gendarmeriebezirksoberwachtmeister in einer Polizei-Hundertschaft im Einsatz. Am 30. Mai 1938 beantragte er die Aufnahme in die NSDAP und wurde rückwirkend zum 1. Mai desselben Jahres aufgenommen (Mitgliedsnummer 6.181.471). Ab Oktober 1938 wurde er bei der Staatspolizeistelle Innsbruck als Kriminalassistent eingestellt und trat zum 15. November 1939 der SS bei. Unmittelbar nach der Besetzung Italiens im Jahre 1943, wurde Andergassen zum Leiter der SD-Außenstelle Meran ernannt. Er befehligte als solcher in der Nacht vom 15. auf den 16. September 1943 die Verhaftung der in Meran anwesenden Juden. Anschließend übernahm er den Posten des Judenreferenten beim Kommando der Sicherheitspolizei und des Sicherheitsdienstes in der Operationszone Alpenvorland mit Sitz in Bozen.

## Manlio Longon
Am 15. Dezember 1944 wurde der in Südtirol tätige italienische Widerstandskämpfer Manlio Longon, Leiter des italienischen Partisanenverbands Comitato di Liberazione Nazionale, durch die SS gefangen genommen. Nach tagelanger Folter wurde er am 1. Jänner 1945 im Kellergeschoß des Bozner Armeekorps auf Befehl des Gestapo-Chefs SS-Sturmbannführer August Schiffer von Heinz Andergassen erhängt.

## Roderick „Steve“ Hall
Am 26. Januar 1945 wurde der seit sechs Monaten im deutschen Hinterland tätige OSS-Mitarbeiter Captain Roderick Stephen Hall in Cortina d’Ampezzo gefangen genommen und zur Gestapo nach Bozen verbracht. Andergassen gab später zu, Roderick Hall auf Befehl Schiffers gemeinsam mit SS-Oberscharführer Albert Storz am 19. Februar 1945 erdrosselt zu haben.

## Tod
Am 30. April 1945 floh Andergassen gemeinsam mit Schiffer und Storz als Fahrer vor den herannahenden amerikanischen Streitkräften in einem schwarzen Mercedes nach Innsbruck. Am 8. Mai wurde er außerhalb Innsbrucks durch das 206. Counter Intelligence Corps gefangen genommen, und gemeinsam mit Schiffer und Storz vor einem amerikanischen Militärtribunal als Kriegsverbrecher angeklagt. Bei seinem Prozess in Neapel sagte er aus, er sei sicher, dass die Ermordung Halls im vollen Wissen und mit Genehmigung der höchsten Autoritäten geschehen sei.
Andergassen wurde wegen der Ermordung und Folterung Halls und vier weiterer amerikanischer sowie zweier britischer Soldaten am 15. Januar 1946 gemeinsam mit Schiffer und Storz zum Tod durch den Strang verurteilt. Noch nach seiner Verurteilung machte Andergassen freiwillige Aussagen, in denen er seine Vorgesetzten bei der SS schwer belastete. Am 26. Juli 1946 wurde er hingerichtet.